# Frankrikes Grand Prix 1953
Frankrikes Grand Prix 1953 var det femte av nio lopp ingående i formel 1-VM 1953.

## Resultat
1. Mike Hawthorn, Ferrari, 8 poäng
2. Juan Manuel Fangio, Maserati, 6
3. José Froilán González, Maserati, 4
4. Alberto Ascari, Ferrari, 3
5. Nino Farina, Ferrari, 2
6. Luigi Villoresi, Ferrari
7. Emmanuel de Graffenried, Emmanuel de Graffenried (Maserati)
8. Louis Rosier, Ecurie Rosier (Ferrari)
9. Onofre Marimón, Maserati
10. Jean Behra, Gordini
11. Bob Gerard, Bob Gerard (Cooper-Bristol)
12. Johnny Claes, Ecurie Belge (Connaught-Francis)
13. Peter Collins, HMW-Alta
14. Yves Giraud-Cabantous, HMW-Alta
15. Louis Chiron, Louis Chiron (Osca)

### Förare som bröt loppet
- Felice Bonetto, Maserati (varv 42, motor)
- Stirling Moss, Cooper-Alta (38, koppling)
- Prince Bira, Connaught-Francis (29, differential)
- Élie Bayol, Élie Bayol (Osca) (18, motor)
- Ken Wharton, Ken Wharton (Cooper-Bristol) (17, hjullager)
- Maurice Trintignant, Gordini (14, transmission)
- Lance Macklin, HMW-Alta (9, koppling)
- Harry Schell, Gordini (4, motor)
- Roberto Mières, Gordini (4, drivaxel)
- Roy Salvadori, Connaught-Francis (2, tändning)